# Gigantengrab von Osono

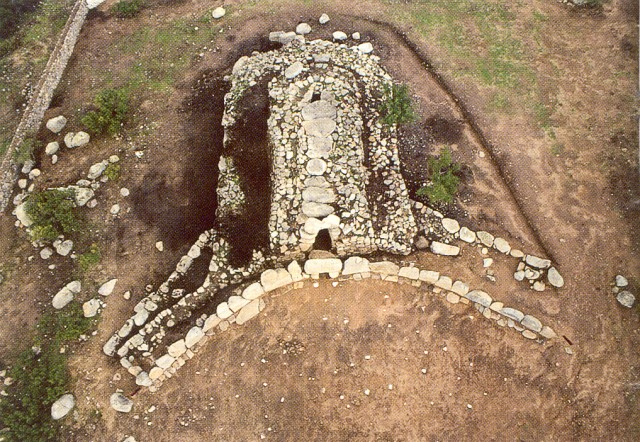
Osono aus der Luft

Das in den 1990er Jahren entdeckte Gigantengrab von Osono liegt bei Triei in der Provinz Ogliastra auf Sardinien. Die in Sardu „Tumbas de sos zigantes“ und auf Italienisch (plur.) „Tombe dei Giganti“ genannten Bauten sind die größten pränuraghischen Kultanlagen Sardiniens und zählen europaweit zu den spätesten Megalithanlagen. Die 321 bekannten Gigantengräber sind Monumente der bronzezeitlichen Bonnanaro-Kultur (2.200–1.600 v. Chr.), die Vorläuferkultur der Nuraghenkultur ist.

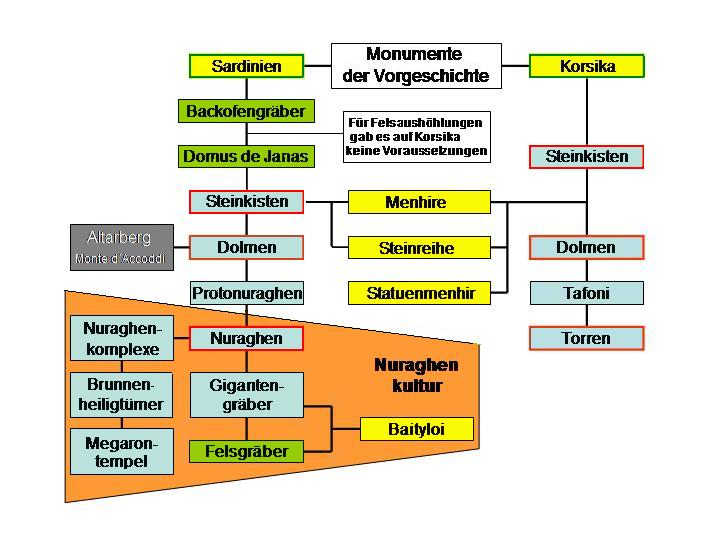
Typenfolge sardischer Megalithen

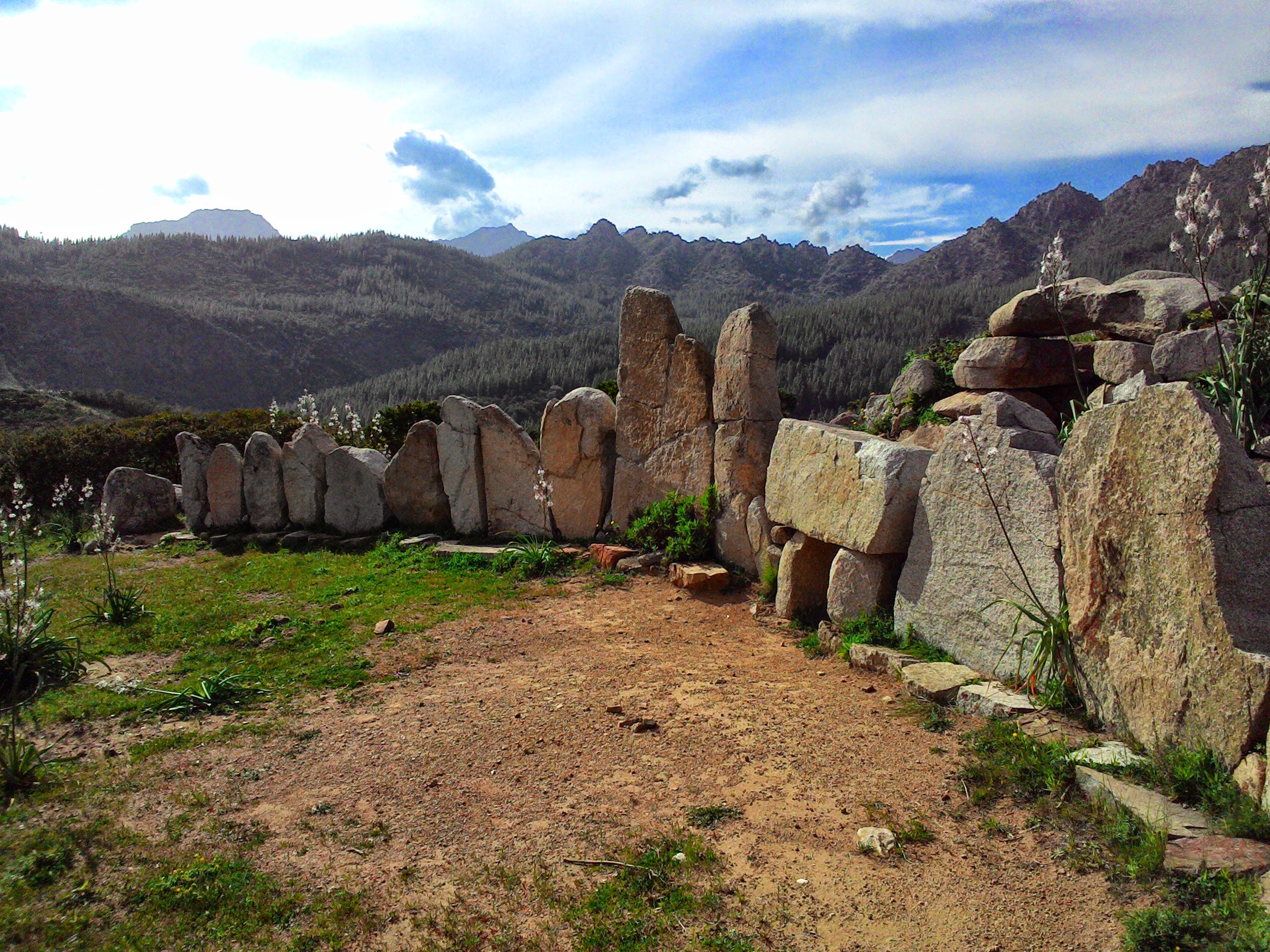
Gigantengrab Osono

## Typenfolge
Baulich treten Gigantengräber in zwei Varianten auf. Die Anlagen mit Portalstelen und Exedra gehören zum älteren Typ. Bei späteren Anlagen besteht die Exedra statt aus monolithischen Stelen aus einer in der Mitte deutlich erhöhten Quaderfassade aus bearbeiteten und geschichteten Steinblöcken. Das Gigantengrab von Osono war ursprünglich eine Anlage des älteren Typs (mit einer Portalstele) aus weißem Kalkstein, die später zu einer Anlage des jüngeren Typs (mit Quaderfassade) umgebaut wurde.

## Beschreibung
Die Anlage hat eine Gesamtlänge von mehr als 22,5 m. Das Innere, das Dach und die bogenförmigen Umbauten der 10 m langen Kammer sind die ältesten Teile der Anlage und noch völlig intakt. Die aus großen Steinen bestehende Exedra hat eine Breite von 19 m. Der später errichtete Zugangsteil ist bereits in der Vorzeit in einer für die Insel einmaligen Weise gestaltet worden. Dabei wurde die zentrale Portalstele durch einen Trilithen ersetzt. Zwei niedrige Blöcke werden von einem mächtigen Sturz überdeckt.